# Talerz wiszący
Talerz wiszący (ang. suspended cymbal, skrót: sus cym) – instrument perkusyjny z grupy idiofonów o nieokreślonej wysokości dźwięku, rodzaj talerza perkusyjnego.

## Historia

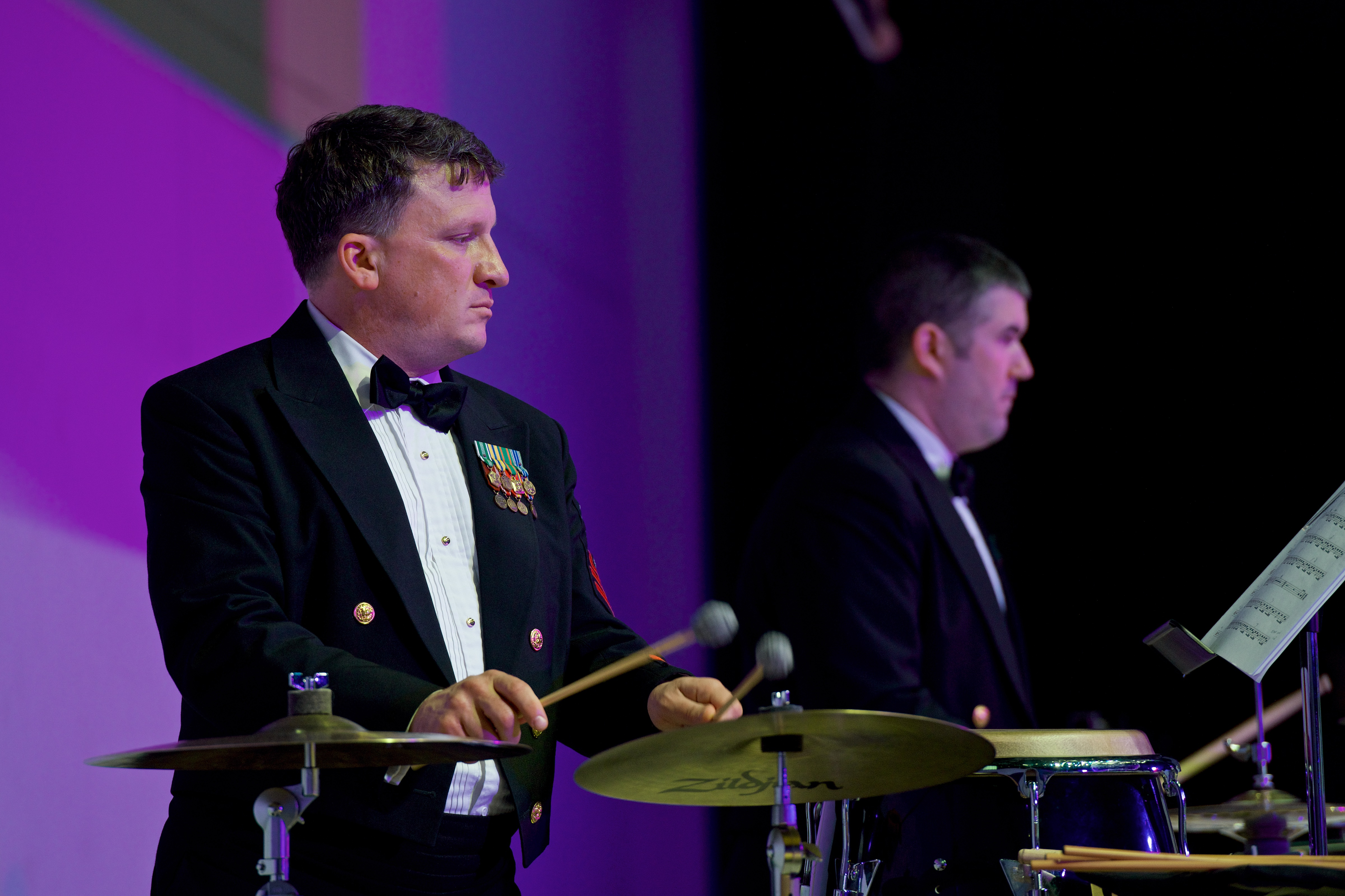
Gra dwoma pałkami na talerzu wiszącym

Początkowo w orkiestrze symfonicznej grano na dwóch talerzach (talerze orkiestrowe), tj. używano do gry pary talerzy, które trzymano w dłoniach i uderzano o siebie – po raz pierwszy w muzyce klasycznej pojawiły się one w operze Esther Nicolausa Adama Strungka z 1680 roku. Talerz wiszący jest wykorzystywany w muzyce klasycznej od 1824 roku, kiedy pojawił się w drugiej części I symfonii Felixa Mendelssohna-Bartholdy’ego (kompozytor nie użył więcej w żadnym innym swoim utworze talerza wiszącego). Jako jedno z pierwszych zastosowań talerza wiszącego wymieniano także Requiem Hectora Berlioza z 1834 roku. Instrument wykorzystał także Richard Wagner w operze Tannhäuser z 1845 roku oraz m.in. Julius Rietz (ur. 1812, zm. 1877) w swojej muzyce do Fausta Goethego, pojawia się on także w suicie Morze Claude’a Debussy’ego. 
Współcześnie talerze wiszące są wykorzystywane zarówno w muzyce poważnej, jak i muzyce rozrywkowej.

## Budowa
Jako talerz wiszący może zostać wykorzystany każdy talerz perkusyjny o dowolnym rozmiarze. Talerze 17- i 18-calowe znajdują wszechstronne zastosowanie jako talerze wiszące. Ich grubość wynosi od 1 do 2 mm. Wykonane są z brązu i stopów z domieszkami np. niklu. Talerz umieszcza się zazwyczaj na stojaku, może on być wyposażony w przegub. Do gry można używać jednej lub dwóch pałek perkusyjnych. Uzyskiwany dźwięk zależy od rozmiaru i wagi talerza, zastosowania określonej pałki oraz od miejsca uderzenia.